# Большой террор в Виннице
Большо́й терро́р в Ви́ннице, также ви́нницкая траге́дия (укр. Вінницька трагедія) — массовые репрессии в Винницкой области, которые проводились НКВД в 1937–1938 годах, часть Большого террора. В 1940 следственными органами НКВД УССР было начато уголовное дело по факту массовых безосновательных репрессий в Винницкой области, проводимых областным управлением в 1938 году под руководством И. М. Кораблёва. В 1941 году Кораблёв и начальник 3-го отдела Винницкого УНКВД О. М. Запутряев были приговорены к расстрелу, а в отношении ряда их подчиненных были начаты новые дела, расследование которых прервало начало Великой Отечественной войны. В том же 1941 году приговоры в отношении всех виновных были смягчены. Сам Кораблёв освободился из заключения не позднее 1946 года.
В рамках кампании, организованной Министерством пропаганды нацистской Германии, в оккупированной Виннице с конца мая по 16 июня 1943 года было найдено 509 трупов (из них один женский и один труп мужчины 20–22 лет).
В 1944 году в Берлине выходит издание материалов «Amtliches Material zum Massenmord von Winniza», где было заявлено, что до октября 1943 было эксгумировано 9439 трупа, которые были объявлены жертвами «жидобольшевиков, замученными в 1937–38 годах».
С освобождением Винницы советскими войсками в 1944 году найденные тела были объявлены жертвами нацистского режима.
С началом холодной войны в украинской эмигрантской прессе выходит ряд публикаций, практически дублирующие по содержанию немецкие публикации 1943 года. В конце 1980-х — начале 1990-х годов на Украине вновь перепечатывается ряд публикаций 1940-50-х годов.
Места захоронения части казнённых до сих пор точно не установлены. Украинской государственной комиссии по увековечению памяти жертв войны и политических репрессий при проведении раскопок в 2004 году не удалось обнаружить ни одной из 21-й оставшейся не перезахоронённой, по утверждению историков, могил в городском парке Винницы.

Конечно, категорически утверждать, что захоронений в парке нет — нельзя, потому что перекопать каждый квадратный метр практически невозможно, но комиссия, прежде всего, исследовала места, где предположительно могли быть могилы.— У Центральному парку Вінницi не знайшли могил репресованых

## «Массовая операция» — 1937 год
2 июля 1937 года выходит постановление ЦК ВКП(б) «Об антисоветских элементах», подписанное И. В. Сталиным, в котором объявлялось, что бывшие кулаки и уголовники, вернувшиеся после высылок в свои области, «являются главными зачинщиками всякого рода антисоветских и диверсионных преступлений как в колхозах и совхозах, так и в некоторых отраслях промышленности».
ЦК ВКП(б) предлагал партийным организациям и органам НКВД взять всех указанных на учёт, с тем чтобы «наиболее враждебные из них были немедленно арестованы и расстреляны в порядке административного проведения их дел через „тройки“, а остальные менее активные, но все же враждебные элементы были бы переписаны и высланы в районы по указанию НКВД». Партийные руководители на местах и органы НКВД должны были представить в ЦК состав «троек», а также данные о количестве лиц, подлежавших репрессированию.
4 июля 1937 года Нарком НКВД УССР И. М. Леплевский получает от Ежова телеграмму, в которой указывалось на необходимость взять на учёт всех «кулаков и уголовников, осевших в вашем регионе». Указанный контингент должен был быть разделен на 2 категории: 1-й — «наиболее враждебных, подлежащих немедленному аресту и расстрелу», и 2-й — менее активных, подлежавших немедленному аресту и высылке «в районы по указанию НКВД СССР». Количество 1-й и 2-й категории нужно было подать в НКВД СССР до 8 июля 1937 года с разбивкой на «кулаков» и «уголовников».
В соответствии с «Оперативным планом по изъятию кулаков и уголовников 1-й категории» областные управления НКВД обязывались организовать на местах проверку качества и полноты материалов собранных на наиболее «озлобленных», намечаемых к аресту. Органы НКВД должны были вести следствие в отношении «кулаков», а милиция — «уголовников». Операция по «изъятию» проводилась одновременно по всей стране. Срок проведения следствия устанавливался в 7 дней. Для дел арестованных указывался установленный необходимый минимум документов: 1) данные по выяснению мест нахождения лиц, намеченных к аресту, и состава их семей; 2) справка и характеристика из сельского совета (колхоза и так далее) по социально-имущественному положению, социальной опасности и так далее; 3) справка судебно-следственных органов в отношении судимости и регистрации; 4) протоколы допросов свидетелей, очных ставок; 5) справки, составленные по агентурным материалам; 6) санкция прокурора на арест; 7) итоги по делу. Для участии в операции привлекался «проверенный актив партийцев». Для полного охвата территории республики в бывших окружных центрах (до формирования областей округа были основой территориального деления в союзных республиках) и других пунктах за 5 дней до начала операции создавались межрайонные оперативные группы. Всех арестованных размещали в тюрьмах или местах формирования этих групп. Группы возглавляли ответственные представители облуправлений НКВД или начальники соответствующих гор- или окружных отделов. Аресты санкционировались начальниками межрайопергруп на основе материалов дел и согласовывались с районным прокурором. После ареста начальник межрайопергруппы должен был лично провести допрос каждого арестованного и сверить объективные данные с материалами дела. Областные тройки должны были выезжать в места концентрации арестованных и рассматривать их дела с вызовом каждого арестованного. С целью проверки организации работы по «изъятию» НКВД УССР направлял своих представителей в областные управления.
В соответствии с оперативным планом по 7 тогдашним областям УССР и АМ ССР было создано 45 межрайонных оперативных групп. В Винницкой области их было семь и они размещались в Виннице, Бердичеве, Шепетовке, Тульчине, Проскурове, Каменец-Подольском и Могилев-Подольском.
23 июня 1937 года в НКВД УССР состоялось первое совещание по «вопросам подготовки к изъятию кулаков и криминалитета в УССР» в которой приняли участие заместители начальника НКВД УССР В. Т. Иванов, Матвей Герзон (начальник 4-го отдела УГБ НКВД УССР), Яков Каминский (временно исполняющий обязанности начальника Управления рабоче-крестьянской милиции НКВД УССР), Арон Вольфсон (начальник тюремного управления НКВД УССР) и Лазарь Мунвез (начальник 8-го отдела УГБ НКВД УССР). Среди мероприятий, принятых на совещании, предусматривалось составление плана «загруженности тюрем» с учетом их максимального использования — в них рекомендовалось помещать только «первую категорию», вторую помещать в КПЗ. В областях необходимо было подготовить для арестованных дополнительные помещения в пунктах нахождения межрайопергруп. К операции подключались Одесская школа милиции, курсанты школы УГБ, 2-го харьковского училища войск НКВД и харьковской школы ГУЛАГ.
В НКВД СССР подготовили приказ № 00447 «О репрессировании бывших кулаков и уголовников и других антисоветских элементов», утверждённый 31 июля 1937 года Политбюро ЦК ВКП(б). Перед органами госбезопасности ставилась задача «самым беспощадным образом разгромить всю эту банду антисоветских элементов (члены бывших политпартий, участники различных восстаний периода гражданской войны, военнослужащие белых армий, каратели, репатрианты и так далее), защитить трудящийся советский народ от их контрреволюционных происков и, наконец, раз и навсегда покончить с их подлой подрывной работой против основ советского государства». Операцию следовало начать с 5 августа 1937 года во всех регионах СССР.
В соответствии с этим приказом по УССР, на основании полученных в июле данных от НКВД УССР, утверждалось плановое количество подлежащих репрессии — 28800 человек, из них 8000 — «по первой категории»; в том числе по Винницкой области — 3000 и 1000 соответственно. Но уже 5 сентября 1937 года начальник НКВД УССР Леплевский направил Ежову запрос об увеличении лимитов по УССР «по 1-й категории» на 4200 человек. К 27 сентября областные тройки осудили «по 1-й категории» 9458 человек и 13700 по второй. Ещё 13704 было арестовано, но их дела были ещё не рассмотрены.
29 сентября им же был направлен ещё один запрос об увеличении лимитов по УССР на 4500 «по 1-й» и 15200 «по 2-й». Не оставались в стороне и начальники областных управлений НКВД — они также обращались об «увеличении лимитов» к вышестоящему начальству. Между облуправлениями и внутри них, как отмечалось впоследствии на обвинительных процессах, развернулось «соцсоревнование» по количеству и качеству «выявленных групп».
17 октября 1937 НКВД СССР выделил дополнительные лимиты для УССР — 3000 по 1-й и 5100 по 2-й. В связи с образованием новых областей (Полтавская, Николаевская, Житомирская, Каменец-Подольская (две последние на основе области Винницкой)) им также выделялся новый «лимит» и оставалось 4 из 7 следственных групп — в Гайсине, Жмеринке, Могилеве-Подольском и Тульчине. Винницкой области также был выделен дополнительный лимит на 300 по 1-й и 400 по 2-й. 21 октября ей, как и другим областям, вновь выделяется новый «лимит» — 700 и 1500. 26 октября «лимит» вновь увеличивают — в этот раз на 100 и 600 соответственно.
13 ноября 1937 года от Леплевского уходит новая телеграмма Ежову с новыми просьбами об очередном «увеличении лимита» — на 4000 по первой и 10 000 по второй.
1 декабря 1937 года начальник 8-го отдела УГБ НКВД УССР лейтенант госбезопасности Мунвез распределил очередной «лимит по областям» — Винницкой было спущено 150 1-й и 500 человек 2-й категории.
11 декабря 1937 Леплевский направляет Ежову телеграмму, в которой указывает «лимит для УССР по 1-й категории 24150 и по 2-й 47800 исчерпан. Прошу предоставить дополнительный лимит для всех областных управлений НКВД — по 1-й категории — 6000 человек и 10 000 по 2-й». 17 декабря уже распределяли вновь полученные лимиты — Винницкой по 1-й «досталось» 500 человек.

## 1938 — новый Нарком УССР
С уходом «на повышение в Москву» Леплевского и приходом 25 января 1938 года на его должность А. И. Успенского, «соцсоревнование» продолжилось — «с мест» продолжали идти рапорты о «раскрытии» новых «гнезд контрреволюции» и просьбы об увеличении «лимитов», некоторые из них шли напрямую Ежову. В начале февраля 1938 УССР было дополнительно выделено ещё 6000 лимита 1-й категории. Направление деятельности нового наркома характеризовалось его высказываниями — «все немцы и поляки, проживающие на территории УССР, являются шпионами и диверсантами» или «75-80 % украинцев являются буржуазными националистами».
К 1 апреля 1938 «с мест» поступили просьбы на 23650 по 1-й категории и 22600 по второй — из них Винницкая область направила «заявку» на 1700 и 600.
В марте 1938, после одной из «очисток органов НКВД от врагов», в Винницкую область на должность начальника областного НКВД направляется И. М. Кораблёв, ранее занимавший должность зам. начальника одного из отделов Ленинградского НКВД, сменивший на этом посту Морозова. Ежов, направляя его, указывал: «поезжай и разворачивай работу, там на Украине гуляют в подполье целые антисоветские украинские националистические дивизии, которые созданы Любченком, Балицким, нужно ехать и громить эти отряды».
Уже 27 апреля Кораблёв обращается к Успенскому с телеграммой о том, что «предоставленный тройке лимит использован полностью — прошу предоставить мне дополнительный лимит за счёт одного из управлений НКВД — хотя бы пока 300—500 человек первой категории».
29 апреля он докладывает Успенскому, что «по состоянию на 29 апреля осуждены 2799 человек. Из них по первой категории — 2599, второй 200. По организациям: участники украинской военно-повстанческой организации — 2344, белогвардейской военно-политической организации-17, сионистской шпионско-террористической организации — 72, церковно-сектантской повстанческой организации — 78…».
Ежемесячно в Винницкое УНКВД спускался план на раскрытие — и Кораблёв «ориентировал» своих подчинённых на его выполнение.
«На 10 мая (с 26 марта) количество осуждённых составляет уже 3112 человек. Предоставленный ранее лимит на 3200 −1-й категории и 200 2-й израсходован полностью.»
В результате Тройкой Винницкого УНКВД с 26 марта по 3 ноября 1938 года было рассмотрено 2490 дел, по которым осуждено 5536 человек, из них 4990 — по 1-й категории и 546 — по 2-й. За это же время вследствие «интенсивных допросов» в тюрьме умерло 30 человек. Ряду осуждённых, среди которых было значительное число бывших красных партизан, удалось обжаловать смертные приговоры, которые были заменены 10-летней ссылкой.

## Конец «ежовщины»
17 ноября 1938 года совместное Постановление ЦК ВКП(б) и СНК СССР объявило о прекращении всех массовых операций, а последовавший за ним приказ НКВД (подписанный уже новым наркомом — Л. Берия — Ежов подал прошение об отставке 23 ноября) отменил все оперативные приказы 1937—1938 годов и директивы, изданные в их развитие. В принятом ЦК ВКП(б) и СНК СССР совместном постановлении от 17 ноября 1938 года «Об арестах, прокурорском надзоре и ведении следствия» массовые политические репрессии представлялись как результат деятельности «врагов народа», пробравшихся в НКВД. Хотя уже 14 ноября 1938 года нарком внутренних дел Украинской ССР комиссар госбезопасности 2-го ранга А. И. Успенский в преддверии своего ареста скрылся из Киева, оставив в служебном кабинете записку «Я покончил с собой, труп ищите в Днепре». Перейдя на нелегальное положение, по подложным документам Успенский проживал в различных городах СССР. Но 16 апреля 1939 года Успенский был задержан оперативно-розыскной группой НКВД на вокзале Миасса.
10 января 1939 года за подписью Сталина секретарям обкомов, крайкомов ВКП(б), компартий союзных республик, а также руководителям региональных управлений НКВД была направлена шифротелеграмма в отношении «методов физического воздействия, применяемых НКВД с разрешения ЦК ВКП(б) с 1937 года, вменяемых им как преступление»: «метод физического воздействия был загажен мерзавцами Заковским, Литвиным, Успенским и другими, ибо они превратили его из исключения в правило и стали применять его к случайно арестованным честным людям, за что они понесли должную кару».
В середине января 1939 года снимают с должности Кораблёва, который 30 января пытается покончить с собой.

## Процесс над исполнителями
В течение 1939 года НКВД УССР накапливает данные о «нарушениях социалистической законности в деятельности Винницкого УНКВД». Ряд бывших сотрудников были арестованы по другим делам ранее. В 1940 году открывается уголовное дело по факту массовых безосновательных репрессий в Винницкой области в течение 1938 года, которые проводились Винницким УНКВД под руководством капитана госбезопасности И. М. Кораблёва.
Следственная часть УГБ НКВД УССР формировала дело по фактам многочисленных безосновательных арестов, фальсификации следственных документов и тому подобного.
В феврале 1940 года был арестован бывший начальник 3-го отдела Винницкого УНКВД О. М. Запутряев, а в конце мая 1940 года — И. М. Кораблёв. На следствии выясняется, что в ходе «раскрытия шпионских и других враждебных организаций» в Винницком УНКВД широко и активно применялись побои — как принятые в «Центральном аппарате и в Киеве». Также по свидетельским показаниям самих работников НКВД был выявлен факт наличия «соревнования» между оперативно-следственными группами, кто «даст больше» по 1-й категории на Тройку, а также по второй, причём не «одиночек», а «организованной контрреволюционной сети». Подобные организации «писались» по директиве: так, право-троцкистская молодёжная организация «Молодая генерация» в составе 14 человек партийно-комсомольских работников была «вскрыта» (фактически сфабрикована) на основании поступившей из НКВД УССР директивы о том, что такая организация существует. Как правило, показаний арестованных никто не проверял, не документировал, что открывало широкую возможность безосновательных арестов по клеветническим показаниям. Были случаи, когда следователи давали задание арестованным самим создать свою «организационную сеть».
В ходе следствия также выяснилась причастность органов прокуратуры — председателя облпрокуратуры Тернивского Я. И. и его заместителя Другобицкого — дававших санкции на безосновательные аресты.
Весной 1941 года следствие по делам Кораблёва И. М., Запутряева А. М. и Ширина Л. Н. было закончено. С 26 апреля по 3 мая в Виннице проходил закрытый процесс Военного Трибунала Войск НКВД Киевского округа. В зале суда были взяты под стражу другие сотрудники УНКВД — Бутенко М. С, Данилейко Г. П., Майструк В. Ф., Пришивцин А. Я., в отношении которых было возбуждено уголовное дело по выявленным фактам. Один из следователей, Редер А. В., был арестован по другому делу ещё в 1939 году — и был найден повешенным в камере 28 июля 1939 года. Прокурорам СССР и УССР был направлен запрос о нарушениях со стороны Тернивского и Другобицкого. 6 мая 1941 года. Кораблёв и Запутряев были осуждены по ст. 206-17 п. «б» КК УССР к расстрелу. По кассации их приговор был пересмотрен 24 июня 1941 года в сторону смягчения — оба получили по 10 лет лагерей.
18 сентября 1941 года уже в Новосибирске следственное дело № 147285 по обвинению Ширина Лазаря Наумовича, Пришивцына Антона Яковлевича, Данилейко Георгия Петровича, Майструка Владимира Фёдоровича и Бутенко Николая Степановича было прекращено.

## Информация о судьбах расстрелянных
В массовых захоронениях жертв репрессий в Виннице все опознанные тела принадлежали осуждённым, родственникам которых сообщили о том, что их родные осуждёны к 10 годам ИТЛ без права переписки и передач. С осени 1945 года родственникам казнённых стали сообщать, что их родственники умерли в местах лишения свободы.

## Раскопки массовых захоронений во время Второй мировой войны
Городской голова Винницы А. А. Савостьянов уведомлял немцев о наличии захоронений жертв массовых расстрелов 1923 и 1937—1938 гг., однако немцы проявили интерес к информации только в 1943 г., после крупных поражений, чтобы обеспечить пропагандистский эффект.
Весной 1943 года немецкой администрацией была создана комиссия по расследованию массовых расстрелов в Виннице. Действия комиссии широко освещалось как во внутренней прессе, так и в радиотрансляциях на остальной мир. Были сняты документальные фильмы и выпущены книги с материалами работы комиссии. Винницкие материалы были выпущены в 1944 году в Берлине под названием «Amtliches Material zum Massenmord von Winniza».
«Винницкая комиссия» не занималась расстрелянными в Винницкой тюрьме в 1941 году.
В июне 1943 года в Виннице была создана «Международная комиссия по расследованию злодеяний большевистского режима». Комиссию, кроме Германии, представляли врачи, юристы, священнослужители и журналисты из Бельгии, Болгарии, Финляндии, Франции, Италии, Хорватии, Голландии, Румынии, Швеции, Словакии, Венгрии, Греции, Дании. Возглавлял раскопки назначенный Министерством Пропаганды профессор Шрадер.
Раскопки в саду на Подлесной улице были начаты в конце мая (было найдено 102 тела), а уже 4, 5 и 7 июня «украинская» комиссия провела медицинскую экспертизу трупов, которая определила дату смерти как 3-5 лет назад (1938-40 годы) и что все были убиты выстрелами в затылок из пистолета.
C конца мая по 16 июня было найдено 509 трупов (из них один женский и один труп мужчины 20-22 лет — остальные мужчины в возрасте 40-50 лет и старше). Из них осмотрено 171
12 июня 1943 года на похоронах местный православный епископ Евлогий (Марковский) произнёс такие слова: «Сегодня мы вознесли свои молитвы к престолу Всевышнего за тех, кто при разлуке с жизнью был лишён молитвы Божьей, кто терпел муки и брошен в страшные могилы. Эти жертвы были убиты тайным способом. Палачи думали, что их злодеяния останутся навеки тайной. Эти мученики лежат безмолвно здесь в могиле своими телами, но у них есть бессмертная душа. Память о них будет жить в сердцах наших всегда».
18 июня в Берлин уходит сообщение от представителя Рейхскомиссариата «Украина» фон Зауккена, в котором указывалось, что «ожидаемое число трупов — 8-10 тысяч».
В последних числах июня (29 и 30) были начаты раскопки на Православном кладбище и в Парке Культуры. Уже 15 июля был подписан протокол «Международной комиссии специалистов судебной медицины», в котором указывалось, что на Подлесной улице было найдено 37 могил с 5644 трупами, на Православном кладбище — 42 могилы с 2405 трупами и 24 могилы с 1390 трупами в Парке Культуры. Тот же источник указывает на то, что раскопки проходили до 3 октября 1943 года. В большей части могил трупы были размещены хаотично, а сверху на них была брошена одежда.
Согласно публикациям в газете «Вінницьки Вісті» 1943 года, весь период эксгумации проходило перезахоронение жертв — до 1 августа 1943 года было перезахоронено 2744 тела, остальные — по информации того же источника — до 3 октября 1943, причем в последние 10 дней было похоронено 2420 тел. Из 9439 тел, по информации немецких источников, было идентифицировано 679 лиц, из них 20 женщин.

## Отрицание фактов репрессий советской властью
С приходом советских войск эти погребения были названы жертвами фашизма. В то же время контрпропагандистской кампании, аналогичной Катынской, не проводилось. В материалах Нюрнбергского процесса событие также прямо не упоминалось. Потом памятник жертвам Винницы был уничтожен по приказу советских властей. В Хорватии за участие в комиссии по расследованию Винницкого расстрела был в 1945 г. казнён патологоанатом Людевит Юрак, который отказался отозвать свою подпись с протоколов комиссии.
В 2023 году российская пропаганда продолжала утверждать, что СССР ложно обвинили в массовых расстрелах в Виннице.

## Обнародование фактов репрессий за рубежом
После начала холодной войны с 1948 года в изданиях украинских эмигрантов послевоенной волны в Германии, Буэнос-Айресе (Аргентина) и в США выходит ряд публикаций, посвящённых данному событию. В некоторых из них подавалась информация о том, что с приходом советских войск более 100 женщин, принимавших участие в опознании, были расстреляны НКВД.
Организациями SUZERO (Украинская Ассоциация Жертв Русских Коммунистов) и DOBRUS (Демократическая Организация Украинцев — бывших жертв советского режима в США) в двухтомном издании «Black Deeds of The Kremlin» приводит немецкое описание событий, эти издания были рассмотрены как доказательства в работе Парламентской комиссии США по коммунистической агрессии. Повторные издания похожего содержания вышли вновь в начале 1980-х годов.

## Современные исследования и увековечение памяти
Публикации о событиях в Виннице, появившиеся в конце 1980-х годов в прессе УССР, по сути продолжали версию, изложенную в изданиях украинской диаспоры 1950-х годов. С обретением Украиной независимости в начале 1990-х публикации 1950-х годов и конца 1980-х годов были переизданы в полном объёме.
В 2004 году в Виннице работала Государственная комиссия по увековеченью памяти жертв войны и политических репрессий. Члены комиссии опрашивали свидетелей, делали запросы в архивы СБУ, но найти документальных подтверждений о существовании захоронений в Парке культуры им не удалось. Также, документами НКВД из архивов СБУ не подтвердилась история, упоминаемая в публикациях диаспоры, о расстреле 100 женщин, участвовавших в опознании, советскими спецслужбами (что, впрочем, может быть объяснено своевременным уничтожением вышеуказанных документов). Имеются упоминания о том, что во время войны также были раскопаны 2 могилы возле тюрьмы, в каждой из которых было по 60 трупов. Там же было раскопано и третье захоронение, но количество трупов извлеченных из него, неизвестно. Так же подтверждено существование 7 рядов могил на городском кладбище. В июне 2005 года в Виннице было установлено 2 памятника жертвам сталинских репрессий работы Юрия Козерацкого.